# Laboratorio mortale (romanzo)
Laboratorio mortale (The Hades Factor) è un romanzo thriller scritto nel 2000 da Robert Ludlum e Gale Lynds

## Trama
In punti diversi degli Stati Uniti e nell'arco di poche ore un barbone, Mario Dublin, una adolescente, Billie Jo Pickett, e un militare, Keith Anderson, muoiono rivelando una sindrome da distress respiratorio.
Sophia Russel, scienziata dell'istituto di ricerche per le malattie infettive del Maryland teme un'epidemia catastrofica provocata da un virus sconosciuto, così avvia delle indagini, ma prima che potesse far luce sul fatto viene assassinata con un'iniezione di una dose dello stesso virus mortale.
Suo marito Jon Smith, sospettando un omicidio, parte alla ricerca dei terroristi che hanno assassinato la sua amata.